# جایزه گلدن گلوب بهترین بازیگر مرد – مجموعه تلویزیونی درام
جایزه گلدن گلوب بهترین بازیگر مرد – مجموعه تلویزیونی درام (انگلیسی: Golden Globe Award for Best Actor – Television Series) جایزه‌ای است که هر سال توسط انجمن مطبوعات خارجی هالیوود به بهترین بازیگر نقش اول مرد در یک مجموعه تلویزیونی درام اهدا می‌شود.

## برندگان و نامزدها

### دهه ۲۰۰۰
- ۲۰۰۰: مارتین شین – بال غربی 
  - آندره بروگر – Gideon's Crossing
  - جیمز گاندولفینی – سوپرانوز
  - راب لو – بال غربی
  - دیلان مک‌درموت – The Practice

- ۲۰۰۱: کیفر ساترلند – ۲۴ 
  - سایمون بیکر – نگهبان
  - جیمز گاندولفینی – سوپرانوز
  - پیتر کراوزه – شش فوت زیر زمین
  - مارتین شین – بال غربی

- ۲۰۰۲: مایکل چکلیس – The Shield 
  - جیمز گاندولفینی – سوپرانوز
  - پیتر کراوزه – شش فوت زیر زمین
  - مارتین شین – بال غربی
  - کیفر ساترلند – ۲۴

- ۲۰۰۳: آنتونی لاپالیا – Without a Trace 
  - مایکل چکلیس – The Shield
  - ویلیام پترسن – سی‌اس‌آی
  - مارتین شین – بال غربی
  - کیفر ساترلند – ۲۴

- ۲۰۰۴: ایان مک‌شین – ددوود 
  - مایکل چکلیس – The Shield
  - دنیس لری – Rescue Me
  - جولین مک‌مان – جراحی پلاستیک
  - جیمز اسپیدر – بوستون لیگال

- ۲۰۰۵: هیو لوری – دکتر هاوس 
  - پاتریک دمپسی – آناتومی گری
  - متیو فاکس – لاست
  - ونتورث میلر – فرار از زندان
  - کیفر ساترلند – ۲۴

- ۲۰۰۶: هیو لوری – دکتر هاوس 
  - پاتریک دمپسی – آناتومی گری
  - مایکل سی هال – دکستر
  - بیل پکستون – عشق بزرگ
  - کیفر ساترلند – ۲۴

- ۲۰۰۷: جان هم –مد من
  - مایکل سی هال – دکستر
  - هیو لوری – دکتر هاوس
  - بیل پکستون – عشق بزرگ
  - جاناتان ریس میرز – تودورها

- ۲۰۰۸: گابریل بیرن – In Treatment
  - مایکل سی هال – دکستر
  - جان هم – مد من
  - هیو لوری – دکتر هاوس
  - جاناتان ریس میرز – تودورها

- ۲۰۰۹: مایکل سی هال – دکستر 
  - سایمون بیکر – روان‌کاو
  - جان هم – مد من
  - هیو لوری – دکتر هاوس
  - بیل پکستون – عشق بزرگ

### دهه ۲۰۱۰
- ۲۰۱۰: استیو بوشمی – امپراتوری بوردواک 
  - برایان کرانستون – بریکینگ بد
  - مایکل سی هال – دکستر
  - جان هم – مد من
  - هیو لوری – دکتر هاوس

- ۲۰۱۱: کلسی گرمر – Boss 
  - استیو بوشمی – امپراتوری بوردواک
  - برایان کرانستون – بریکینگ بد
  - جرمی آیرونز – بورجیاها
  - دیمین لوئیس – هوملند

- ۲۰۱۲: دیمین لوئیس – هوملند 
  - استیو بوشمی – امپراتوری بوردواک
  - برایان کرانستون – بریکینگ بد
  - جف دانیلز – اتاق خبر
  - جان هم – مد من

- ۲۰۱۳: برایان کرانستون – بریکینگ بد 
  - لیو شرایبر – ری داناوان
  - مایکل شین – کارشناسان سکس
  - کوین اسپیسی – خانه پوشالی
  - جیمز اسپیدر – فهرست سیاه

- ۲۰۱۴: کوین اسپیسی – خانه پوشالی 
  - کلایو اوون – The Knick
  - لیو شرایبر – ری داناوان
  - جیمز اسپیدر – فهرست سیاه
  - دومینیک وست – The Affair

- ۲۰۱۵: جان هم – مد من 
  - رامی ملک – آقای ربات
  - واگنر مورا – نارکوها
  - باب ادنکیرک – بهتره با ساول تماس بگیری
  - لیو شرایبر – ری داناوان

- ۲۰۱۶: بیلی باب تورنتون –جالوت 
  - رامی ملک – آقای ربات
  - باب ادنکیرک – بهتره با ساول تماس بگیری
  - متیو ریس – آمریکایی‌ها
  - لیو شرایبر – ری داناوان

- ۲۰۱۷: استرلینگ کی براون – این ما هستیم 
  - جیسون بیتمن – اوزارک
  - فردی هایمور – پزشک خوب
  - باب ادنکیرک – بهتره با ساول تماس بگیری
  - لیو شرایبر – ری داناوان

- ۲۰۱۸: ریچارد مدن – محافظ شخصی 
  - جیسون بیتمن – اوزارک
  - استفان جیمز – هوم کامینگ
  - بیلی پورتر – ژست
  - متیو ریس – آمریکایی‌ها

- ۲۰۱۹: برایان کا‌کس –وراثت 
  - کیت هرینگتون – بازی تاج‌وتخت
  - رامی ملک – آقای ربات
  - توبیاس منزیس – تاج
  - بیلی پورتر – ژست

### دهه ۲۰۲۰
- ۲۰۲۰: جاش اوکانر – تاج 
  - جیسون بیتمن – اوزارک
  - باب ادنکیرک – بهتره با ساول تماس بگیری
  - آل پاچینو – شکارچیان
  - متیو ریس – Perry Mason

- ۲۰۲۱: جرمی استرانگ – وراثت 
  - برایان کاکس – وراثت
  - لی جونگ-جه – بازی مرکب
  - بیلی پورتر – ژست
  - عمر سی – لوپن